# Синагога Ножиков

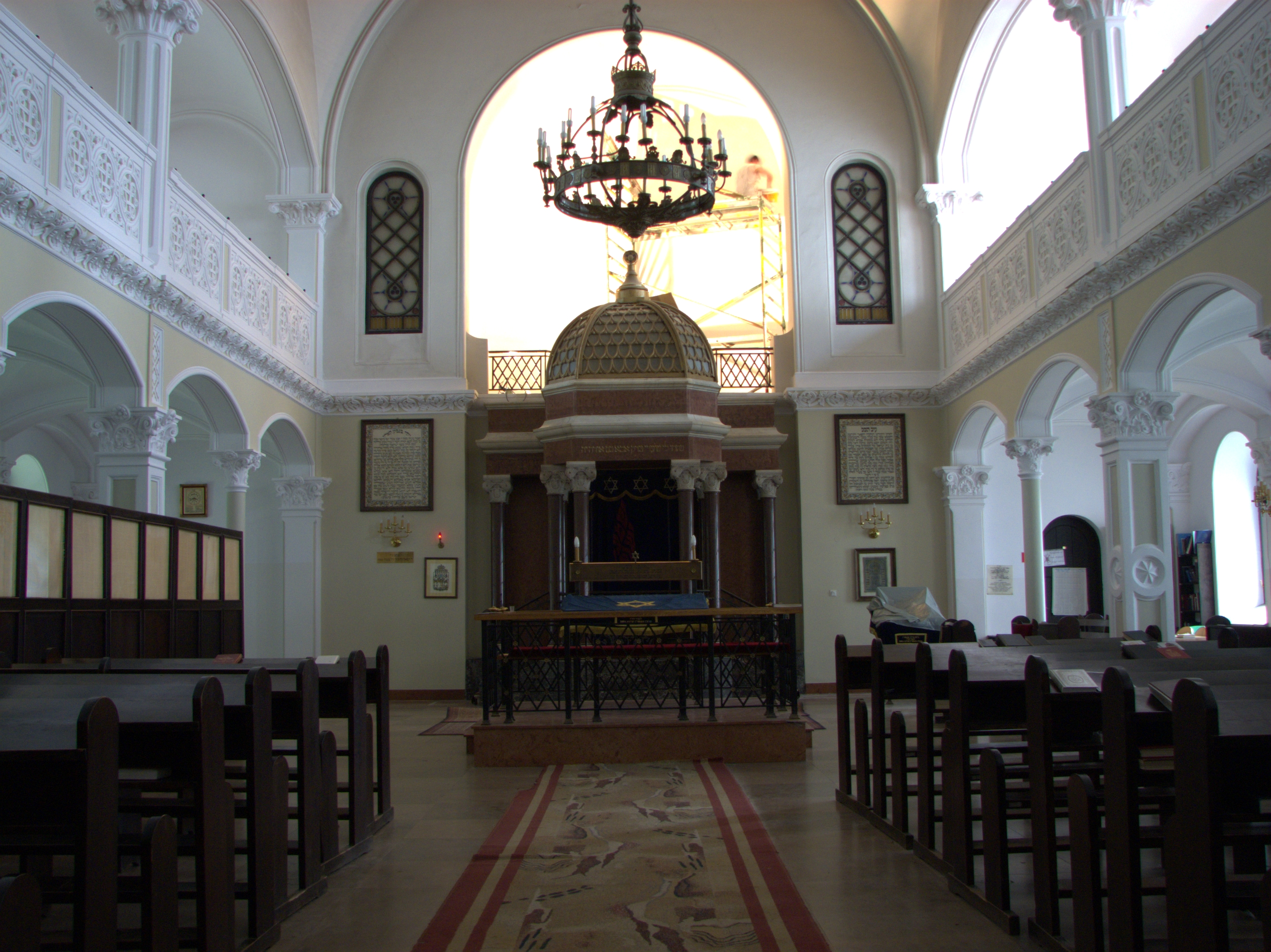
Внутренний интерьер синагоги

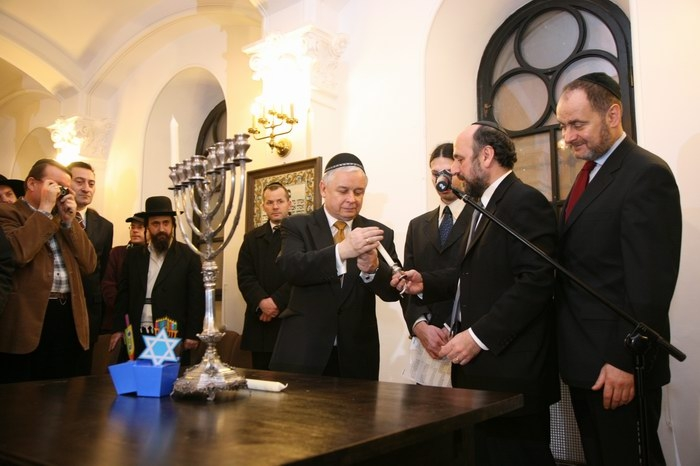
Президент Польши Лех Качиньский участвует в церемонии зажжения свечи Хануки

Синагога Ножиков (полное название Синагога им. супругов Залмана и Ривки Ножик, пол. Synagoga im. Zalmana i Rywki Małżonków Nożyków) — синагога, находящаяся в Варшаве на улице Тварда, 6. Синагога Ножиков является единственной предвоенной варшавской синагогой, сохранившейся после Второй мировой войны. Синагога носит имя благотворителей супругов Залмана и Ривки Ножиков, которые в конце XIX века пожертвовали значительную денежную сумму для строительства синагоги. Является главной синагогой Еврейской религиозной общины в Варшаве и всего Союза еврейских общин Польши.

## История
11 апреля 1893 года варшавский торговец Залман Ножик выкупил за 157 тысяч рублей пустующий участок возле дома № 6 по улице Твардой для строительства синагоги для ортодоксальных иудеев. Весной 1898 года началось строительство, которым руководил специальный Комитет по строительству синагоги. Синагогу спроектировал архитектор Леонард Маркони. Строительство было оценено в сумму 250 тысяч рублей, которые полностью пожертвовала семья Ножиков.
28 февраля 1902 года Комитет по строительству синагоги объявил об окончании строительства. 12 мая 1902 года состоялось торжественное открытие синагоги. В следующем году семья Ножиков передала здание синагоги варшавской еврейской общине с условием наименования синагоги их именем. В 1923 году синагога была отремонтирована — к восточной стене был пристроен полукруглый хор по проекту архитектора Мауриция Гродзенского.
До Второй мировой войны в синагоге действовал мужской хор под управлением Абрахама Цви Давидовича.
В 1933 году синагога Ножиков входила в пятёрку крупнейших синагог Варшавы. В 1940 году синагога была закрыта немецкими оккупационными властями и в ней находилась конюшня. 20 мая 1941 года немецкие власти разрешили открыть в Варшаве пять синагог, среди которых была и синагога Ножиков. Торжественное открытие состоялось на праздник Рош Ха-Шана. Раввином синагоги был назначен Меир Балабан. В 1942 году синагога снова была закрыта и оказалась за пределами малого гетто, на арийской стороне. Во время Варшавского восстания здание синагоги значительно пострадало из-за уличных боёв, но не было полностью разрушено.
После Второй мировой войны синагога была отремонтирована на средства выживших евреев. С июля 1945 года в ней стали совершаться регулярные богослужения. С этого времени здание синагоги находилось в городской собственности и городские власти брали с иудейской общины высокую арендную плату. Еврейская община обратилась в суд, чтобы вернуть себе синагогу. После возвращения синагоги иудейской общине в 1951 году начался ремонт.
В 1968 году синагогу снова закрыли и молитвы с этого времени стали проводиться в небольшом помещении соседнего здания. После закрытия иудейской общины Веры Моисеевой, которой принадлежало здание синагоги, она перешла в собственность Религиозного союза Веры Моисеевой. С 1977 по 1983 год в синагоге производился очередной ремонт, целью которого было воссоздание довоенного облика здания. 18 апреля 1983 года состоялось торжественное открытие отремонтированной синагоги в присутствии городских властей, католического архиепископа и главного раввина Тель-Авива. В 1985 году в синагоге Ножиков состоялась первая с послевоенных времён церемония бар-мицвы Матеуша Коса — будущего первого раввина-поляка.
В начале 90-х годов XX столетия синагога подверглась нескольким попыткам поджога. В ночь с 25 на 26 февраля 1997 года неизвестный поджёг синагогу, в результате чего пострадал вестибюль здания.
21 декабря 2008 года синагогу посетил Президент Польши Лех Качиньский, который участвовал в церемонии зажжения свечи Хануки. Посещение Леха Качиньского стало первым в послевоенное время визитом польского президента.

## Источник
- Kazimierz Urban, Cmentarze żydowskie, synagogi i domy modlitwy w Polsce w latach 1944—1966, Kraków 2006, ISBN 83-60490-16-3 — Pismo Komitetu Organizacyjnego ŻKW z 12 listopada 1948 r. do MAP, s. 122—123.
- Biuletyn Gminy Wyznaniowej Żydowskiej w Warszawie, nr 36, 37.